# Luis Enrique Nsue
Luis Enrique Nsue Ntugu Akele (Ebebiyín, 16 gennaio 1998) è un calciatore equatoguineano, difensore del CODM Meknès e della nazionale equatoguineana.

## Caratteristiche tecniche
È un difensore centrale.

## Carriera

### Club
Dopo aver militato nel Cano Sport, nel 2017 si è trasferito all'Atlético Puertollano. L'anno successivo ha fatto ritorno al Cano Sport. Nel 2019 si è trasferito all'Aravaca. Nel 2020 è tornato all'Atlético Puertollano. L'anno successivo è passato al Cano Sport. Il 9 settembre 2022 viene ufficializzato il suo trasferimento al Sidi Bouzid. Con il club tunisino ha firmato un contratto biennale.

### Nazionale
Ha debuttato in nazionale il 28 maggio 2018, nell'amichevole Kenya-Guinea Equatoriale (1-0), subentrando a Pablo Ganet al minuto 78. Ha partecipato, con la nazionale, alla Coppa d'Africa 2021. È sceso in campo, inoltre, nelle qualificazioni alla Coppa d'Africa 2023.

## Statistiche

### Cronologia presenze e reti in nazionale
| Cronologia completa delle presenze e delle reti in nazionale ― Guinea Equatoriale | Cronologia completa delle presenze e delle reti in nazionale ― Guinea Equatoriale | Cronologia completa delle presenze e delle reti in nazionale ― Guinea Equatoriale | Cronologia completa delle presenze e delle reti in nazionale ― Guinea Equatoriale | Cronologia completa delle presenze e delle reti in nazionale ― Guinea Equatoriale | Cronologia completa delle presenze e delle reti in nazionale ― Guinea Equatoriale | Cronologia completa delle presenze e delle reti in nazionale ― Guinea Equatoriale | Cronologia completa delle presenze e delle reti in nazionale ― Guinea Equatoriale |
| Data                                                                              | Città                                                                             | In casa                                                                           | Risultato                                                                         | Ospiti                                                                            | Competizione                                                                      | Reti                                                                              | Note                                                                              |
| --------------------------------------------------------------------------------- | --------------------------------------------------------------------------------- | --------------------------------------------------------------------------------- | --------------------------------------------------------------------------------- | --------------------------------------------------------------------------------- | --------------------------------------------------------------------------------- | --------------------------------------------------------------------------------- | --------------------------------------------------------------------------------- |
| 28-5-2018                                                                         | Machakos                                                                          | Kenya                                                                             | 1 – 0                                                                             | Guinea Equatoriale                                                                | Amichevole                                                                        | -                                                                                 | 78’                                                                               |
| 29-3-2022                                                                         | Óbidos                                                                            | Angola                                                                            | 0 – 0                                                                             | Guinea Equatoriale                                                                | Amichevole                                                                        | -                                                                                 |                                                                                   |
| 2-6-2022                                                                          | Radès                                                                             | Tunisia                                                                           | 4 – 0                                                                             | Guinea Equatoriale                                                                | Qual. Coppa d'Africa 2023                                                         | -                                                                                 |                                                                                   |
| 6-6-2022                                                                          | Malabo                                                                            | Guinea Equatoriale                                                                | 2 – 0                                                                             | Libia                                                                             | Qual. Coppa d'Africa 2023                                                         | -                                                                                 |                                                                                   |
| 28-8-2022                                                                         | Malabo                                                                            | Guinea Equatoriale                                                                | 1 – 0                                                                             | Camerun                                                                           | Qual. camp. delle nazioni africane 2022                                           | -                                                                                 |                                                                                   |
| 4-9-2022                                                                          | Garoua                                                                            | Camerun                                                                           | 2 – 0                                                                             | Guinea Equatoriale                                                                | Qual. camp. delle nazioni africane 2022                                           | -                                                                                 |                                                                                   |
| 24-3-2023                                                                         | Malabo                                                                            | Guinea Equatoriale                                                                | 2 – 0                                                                             | Botswana                                                                          | Qual. Coppa d'Africa 2023                                                         | -                                                                                 |                                                                                   |
| 28-3-2023                                                                         | Francistown                                                                       | Botswana                                                                          | 2 – 3                                                                             | Guinea Equatoriale                                                                | Qual. Coppa d'Africa 2023                                                         | -                                                                                 |                                                                                   |
| 17-6-2023                                                                         | Malabo                                                                            | Guinea Equatoriale                                                                | 1 – 0                                                                             | Tunisia                                                                           | Qual. Coppa d'Africa 2023                                                         | -                                                                                 |                                                                                   |
| 14-11-2024                                                                        | Malabo                                                                            | Guinea Equatoriale                                                                | 0 – 0                                                                             | Algeria                                                                           | Qual. Coppa d'Africa 2025                                                         | -                                                                                 | 66’                                                                               |
| Totale                                                                            |                                                                                   | Presenze                                                                          | 10                                                                                |                                                                                   | Reti                                                                              | 0                                                                                 |                                                                                   |

## Palmarès

### Club

#### Competizioni nazionali
- Campionato equatoguineano di calcio: 1

Cano Sport: 2018-2019